# Franco Proietti
Franco Proietti (Rieti, 6 marzo 1940) è un politico italiano.

## Biografia
Eletto alla Camera dei deputati nelle file del PCI nel 1979, fu riconfermato anche dopo le elezioni del 1983.
Alle elezioni politiche del 1987 è ricandidato ma non viene eletto, subentra comunque alla Camera sul finire della Legislatura entrando in carica il 17 ottobre 1991. In seguito alla svolta della Bolognina, aderì al Partito Democratico della Sinistra.
Successivamente fa parte dell'Associazione nazionale ex Parlamentari, ricoprendo il ruolo di segretario.